# Оболенский, Дмитрий Дмитриевич (1844)
Князь  Дми́трий Дми́триевич Оболе́нский (1844, Тульская губерния — 5 апреля 1931, Ницца) — русский общественный деятель, профессор, журналист, коннозаводчик, мемуарист из рода Оболенских.

## Биография
Родился 19 декабря 1844 года. Своего отца Дмитрия Николаевича (племянника декабриста Е. П. Оболенского) «Миташа», как называли мальчика в семье, не помнил, тот был убит 16-летним крепостным вскоре после свадьбы. Овдовев, его мать Елизавета Ивановна, урождённая Бибикова, вышла замуж за барона Владимира Михайловича Менгдена.
В 1865 году окончил юридический факультет Московского университета. Служил шталмейстером при дворе Александра II. Занимал должность Епифанского и Ефремовского уездного предводителя дворянства. С именем Оболенского связано строительство Ряжско-Вяземской железной дороги, открытой в 1874 году.
Хорошо знал Льва Толстого, неоднократно принимал его в своём имении Шаховское (ныне — Узловский район Тульской области). Дважды представал перед судом по обвинению в растрате, но оба раза был оправдан. «Его отдали под суд за то, что он добрый и тщеславный» — записал Толстой в своём дневнике о судебных злоключениях Оболенского. Согласно одной из версий, Оболенский был одним из прототипов Стивы Облонского, персонажа «Анны Карениной», в пользу чего говорит сходство не только фамилий, но и черт характера.
Автор воспоминаний, публиковавшихся в «Русском Архиве» (1894, т. III и 1895, т. I) и «Историческом Вестнике» (1895, том I). В 1918 году был арестован в Шаховском и заключён в городскую тюрьму Богородицка. В 1923 году эмигрировал во Францию, где спустя восемь лет скончался. В изгнании работал переводчиком английской военной миссии, входил в Русскую секцию борьбы против III Интернационала. Похоронен на кладбище Кокад в Ницце.

## Семья
С 1865 года был женат на Елизавете Петровне Вырубовой (1843—1931), дочери Петра Ивановича Вырубова. В браке имели детей:
- Дмитрий Дмитриевич (1867—187.)
- Сергей Дмитриевич (1868—1946), полковник; губернатор Ставропольской губернии (с 1915 г.)
- Александр Дмитриевич (1869—1881)
- Елизавета Дмитриевна (1871—1894), с 1894 года замужем за Николаем Александровичем Казем-Беком (ум. 1894). Через две недели после свадьбы, 11 мая 1894 года, утонула вместе с мужем, пытаясь спасти его в реке Мурзиха.
- Мария Дмитриевна (1876—1954), замужем за Петром Васильевичем Давыдовым (1880—1916)
- Наталья Дмитриевна (1883—19..), с 1917 года замужем за Платоном Михайловичем Устиновым (1887—1951)